# Miersia
Miersia is een geslacht uit de narcisfamilie (Amaryllidaceae). De soorten komen voor in Bolivia en Centraal-Chili.

## Soorten
- Miersia chilensis Lindl.
- Miersia humilis (Phil.) M.F.Fay & Christenh.
- Miersia leporina Ravenna
- Miersia myodes Bertero
- Miersia rusbyi Britton
- Miersia tenuiseta Ravenna
- Miersia triloba (Ravenna) M.F.Fay & Christenh.

... · 
Acis · 
Amaryllis · 
Boophone · 
Clivia · 
Crinum (Haaklelie) · 
Galanthus (Sneeuwklokje) · 
Hippeastrum · 
Hymenocallis · 
Leucojum (Narcisklokje) · 
Narcissus (Narcis) · 
Pancratium · 
Scadoxus · 
Sprekelia · 
Sternbergia · 
...